# Ingeborg-Bachmann-Preis 1978
Der Ingeborg-Bachmann-Preis 1978 war der zweite Wettbewerb um den Literaturpreis. Der Lesemarathon fand im Rahmen der Woche der Begegnung im Klagenfurter Stadthaus statt.

## Autoren
- Katja Behrens
- Hermann Burger
- Catarina Carsten
- Jeannie Ebner
- Helmut Eisendle
- Ludwig Fels
- Herbert Fleck
- Christoph Geiser
- Heidulf Gerngross
- Christine Haidegger
- Hermann Kinder
- Ursula Krechel
- Gertrud Leutenegger
- Angelika Mechtel
- E. Y. Meyer
- Engelbert Obernosterer
- Hanns-Josef Ortheil
- Erika Pedretti
- Ulrich Plenzdorf
- Peter Renz
- Eva Schindler
- Jutta Schutting
- Helga Schütz
- Hannelies Taschau
- O. P. Zier

## Juroren
- Rolf Becker
- Humbert Fink
- Gertrud Fussenegger
- Peter Härtling
- Kurt Kahl
- Rudolf Walter Leonhardt
- Adolf Muschg
- Marcel Reich-Ranicki
- Hilde Spiel
- Heinrich Vormweg
- Hans Weigel
- Wolfgang Werth
- Ernst Willner

## Preisträger
- Ingeborg-Bachmann-Preis (dotiert mit 100.000 ÖS): Ulrich Plenzdorf für „kein runter kein fern“
- Sonderpreis der Klagenfurter Jury (dotiert mit 50.000 ÖS): Gertrud Leutenegger für „Zürich oder Immer wieder ist Atlantis in Gefahr“
- Stipendium (dotiert mit 25.000 ÖS): Katja Behrens für „Liebe“